# Rhinatrema bivittatum
Rhinatrema bivittatum är en groddjursart som först beskrevs av Félix Édouard Guérin-Méneville 1838.  Rhinatrema bivittatum ingår i släktet Rhinatrema och familjen Rhinatrematidae. IUCN kategoriserar arten globalt som livskraftig. Inga underarter finns listade i Catalogue of Life.